# Utetheisa thytea
Utetheisa thytea là một loài bướm đêm thuộc phân họ Arctiinae, họ Erebidae.